# Ferrovia Weesp-Leida
La ferrovia Weesp-Leida, nota come Schiphollijn, è una linea ferroviaria dei Paesi Bassi che unisce le città di Weesp e Leida via Amsterdam Sud passando per l'aeroporto di Amsterdam-Schiphol.

## Storia
La prima sezione della linea è stata quella che va dalla stazione di Schiphol alla stazione di Amsterdam Sud, inaugurata il 20 dicembre 1978. Questa tratta non era collegata, almeno per il trasporto passeggeri, al resto della rete ferroviaria olandese. Per la fornitura di materiale rotabile sono state utilizzate le vecchie linee ferroviarie dell'Haarlemmermeer.
Nel 1981 la linea è stata prolungata verso nord fino ad Amsterdam RAI, mentre verso sud è stata collegata alla rete ferroviaria nazionale a Leida. In quell'anno furono aperte anche le stazioni di Hoofddorp e Nieuw Vennep.
Nel 1986 è stato attivato il collegamento tra la stazione centrale di Amsterdam e l'aeroporto di Schiphol, attraverso il ramo ovest della Ring Railway. Questa linea si unisce alla linea Schiphol a Riekerpolder, tra Amsterdam Sud e Schiphol. È stato costruito un binario di raccordo a Hoofddorp.
Nel 1992 5 persone sono rimaste uccise in un incidente ferroviario vicino a Hoofddorp.
Nel 1993 il ramo sud della ferrovia ad anello è stato prolungato da Amsterdam RAI attraverso Duivendrecht e Diemen Zuid fino a Weesp. Questo tratto non era del tutto nuovo, poiché una parte di questo percorso aveva già un binario di collegamento per i treni tra la stazione di smistamento di Watergraafsmeer e Utrecht, che è stato incorporato nella nuova linea. Da allora, esiste un collegamento da Schiphol in direzione Amsterdam Sud-Weesp, e poi verso Almere o Hilversum.